# Février 1567

## Naissances
- 3 février : Anne-Marie de Brandebourg, princesse de Brandebourg.
- 12 février : Thomas Campian, compositeur anglais de la Renaissance.
- 12 février : Charles-Emmanuel de Savoie-Nemours duc de Genève et de Nemours de 1585 à 1595.
- 23 février : Élisabeth de Brunswick-Wolfenbüttel (1567–1618), noble allemande
- 24 février : Heinrich Matthias von Thurn, comte de Thurn et un des principaux chefs de la révolte de la Bohême contre l’Empereur Ferdinand II.
- 27 février : William Alabaster, poète, dramaturge et écrivain religieux anglais.

Date précise inconnue
- en février : Honoré d'Urfé, écrivain français et savoisien.

## Décès
- 9 ou 10 février : Henry Stuart (Lord Darnley), duc d'Albany et roi consort d'Écosse.
- 20 février : Estácio de Sá, militaire et conquistador portugais, fondateur de la ville de Rio de Janeiro.

Date précise inconnue
- en février : Antonio Blado, imprimeur italien.